# Meridià
Meridià fue una revista catalana de periodicidad semanal dirigida por A.Fuster Valldeperas. El primer número se publicó el 14 de enero de 1938 y se siguieron publicando más de 50 números hasta el 14 de enero de 1939. Por lo que respeta al formato de la revista, el semanario tenía 8 páginas a 4 columnas con un tamaño de 500 x 350 mm. Estaba impreso en la casa Clarassó, situada en la calle Villarroel 17 de Barcelona y tenía la redacción en el paseo de Gracia 19 bis de la misma ciudad. Cada número tenía un coste de cincuenta céntimos de peseta.

## Temas y colaboradores
La revista estaba dedicada a la política, el arte y la literatura. Llevaba por subtítulo «Tribuna del Frente Intelectual Antifascista» e intentó mantener el prestigio de la antigua revista llamada Mirador.
La influencia del PSUC fue muy importante en la dirección del semanario. Por otro lado, hubo un cierto eclecticismo en la dirección y en la colaboración de la revista. Las páginas de la revista contenían temas de muy diversa índole y pertenecientes a una diversidad de estilos. La revista era de gran calidad con muchas fotografías e ilustraciones e imágenes que ilustraban todos los trabajos que se publicaban en ella. Además. Tenía una excelente disposición tipográfica.
Los trabajos estaban agrupados en diferentes apartados que correspondían a Colaboración, Las Artes, Las Letras, Espectáculos y Humor. Los redactores el semanario eran Sebastià Gash, Domènec Guansé, Lluís Montanyà, Joan Oliver, Josep Roure i Torrent, M. Serra i Moret, Manuel Valldeperes y como jefe de redacción estaba Joan Merli. Al cabo del tiempo, debido a las circunstancias, esta plantilla cambió ligeramente.
La colaboración habitual de “Meridià” era muy extensa. Encontramos trabajos de Pere Quart, Pau Balcells, Joan Comorera, Joan Peiró, Avel·lí Artís-Gener, Francesc Trabal, Antoni Rovira i Virgili, Rafael Tasis i Marca, M. Serra Moret, C.A. Jordana, Jaume Serra Hunter, Felip Barjau, Josep Sol, entre muchos otros. La parte artística iba a cargo de importantes dibujantes como Tísner, Apa, Arteche, Viader, Martí Bas, Calders, etcétera.
De notable importancia literaria de Meridià, la revista es un interesante documento histórico de la época convulsa en la cual se publicó.